# 1158

## Události
- 11. leden – český kníže Vladislav II. byl na sněmu v Řezně korunován královskou korunou. Získal tak jako druhý Přemyslovec královskou hodnost.

## Narození
- 23. září – Geoffroy II. Bretaňský, bretaňský vévoda († 1186)
- ? – Markéta Francouzská, královna anglická a uherská († 1197)
- ? – Albrecht I. Míšeňský, markrabě míšeňský († 1195)
- ? – Filip z Dreux, biskup z Beauvais, účastník křížových výprav († 2. listopadu 1217)
- ? – Ermengol VIII. z Urgellu, hrabě z Urgellu († 1208/1209)

## Úmrtí
- 20. dubna – Oda Brabantská, belgická abatyše a svatá (* 1134)
- 27. července – Geoffroy VI. z Anjou, hrabě z Anjou, Maine a Nantes (* 1134)
- 31. srpna – Sancho III. Kastilský, král kastilský (* 1134)
- 22. září – Ota z Freisingu, rakouský biskup a kronikář (* asi 1112)
- 15. prosince – Fridrich II. z Bergu, arcibiskup kolínský (* kolem 1120)
- ? – Ludvík I., württemberský hrabě (* kolem 1119)
- ? – Gerard Hrabišic, český šlechtic (* ?)

## Hlavy států
- České království – Vladislav II.
- Svatá říše římská – Fridrich I. Barbarossa
- Papež – Hadrián IV.
- Anglické království – Jindřich II. Plantagenet
- Francouzské království – Ludvík VII.
- Anjouovské impérium – Eleonora Akvitánská
- Polské knížectví – Boleslav IV. Kadeřavý
- Uherské království – Gejza II.
- Kastilské království – Sancho III. Kastilský / Alfonso VIII. Kastilský
- Aragonské království – Petronila Aragonská
- Portugalsko – Alfons I. Portugalský
- Rakouské vévodství – Jindřich II. Jasomirgott
- Byzantská říše – Manuel I. Komnenos
- Norské království – Haakon II. Norský
- Dánské království – Valdemar I. Veliký
- Švédské království – Erik IX. Svatý
- Bavorské vévodství – Jindřich XII. Lev
- Vladimirsko-Suzdalské knížectví – Andrej Bogoljubskij